# Alliance nationale (Lettonie)
Pour les articles homonymes, voir Alliance nationale.
L’Alliance nationale (en letton : Nacionālā apvienība, abrégé en NA, de son nom complet Alliance nationale « Tout pour la Lettonie ! » - « Pour la patrie et la liberté/LNNK », en letton : Nacionālā apvienība „Visu Latvijai!” – „Tēvzemei un Brīvībai/LNNK”), est un parti politique letton, créé en 2010, par deux partis s'étant vu refuser d'entrer dans la coalition Unité pour les législatives de la même année : « Tout pour la Lettonie ! et Pour la patrie et la liberté/LNNK ».
La NA est au pouvoir en Lettonie depuis 2011 en coalition avec d'autres partis.

## Idéologie
L'Alliance nationale est un parti national-conservateur, ainsi que socialement conservateur. Il a également été décrit comme populiste de droite ou nationaliste, et placé à droite, ou à la droite radicale, de l'échiquier politique,,. Dans son programme, le parti énumère ses principales priorités comme la protection de la langue, de la culture et de l'héritage lettons. Parti libéral sur le plan économique, il adopte une position pro-occidentale en matière de politique étrangère, soutient la réforme économique pour promouvoir la concurrence entre les entreprises et appelle à une « pension minimale non imposable » pour tous les citoyens. En 2021, le parti a soumis à la Saeima un projet de loi concernant un amendement à la Constitution, qui visait à définir strictement le concept de famille comme étant l'union d'un homme et d'une femme.
Il a adopté des positions populistes de droite, et s'oppose activement à l'immigration, tant au programme de vente de permis de séjour qu'au système de quotas de réfugiés prévu par l'Union européenne (UE), soulignant le nombre déjà important de colons de l'ère soviétique en Lettonie. Il a comparé les partisans modernes de l'immigration à ceux qui soutenaient l'immigration massive planifiée en République socialiste soviétique de Lettonie, qui a affecté la démographie de la Lettonie, comme l'expansion de la minorité russophone. L’Alliance nationale est donc très hostile à toute forme de multiculturalisme ainsi qu’à l’expression des droits de la minorité russe, qui représente un quart de la population.
L'anticommunisme extrême du parti le conduit à considérer les collaborateurs pro-nazis de la Légion lettone comme des « patriotes ».
Il participe chaque année activement au défilé du 16 mars en commémoration des vétérans de la Légion lettonne ; cette manifestation est traditionnellement marquée par l’expression de gestes ou discours antisémites.
Sur les questions de politique internationale, le parti est particulièrement hostile à la Russie.

## Résultats électoraux

### Élections parlementaires
| Année | Voix    | %    | Rang | Sièges   | Gouvernement                                    |
| ----- | ------- | ---- | ---- | -------- | ----------------------------------------------- |
| 2010  | 74 029  | 7,8  | 4e   | 8 / 100  | Opposition                                      |
| 2011  | 127 208 | 13,9 | 4e   | 14 / 100 | Dombrovskis III , Straujuma I                   |
| 2014  | 151 567 | 16,6 | 4e   | 17 / 100 | Straujuma II                                    |
| 2018  | 92 963  | 11,0 | 5e   | 13 / 100 | Kariņš I                                        |
| 2022  | 84 939  | 9,29 | 4e   | 13 / 100 | Kariņš II (2022-2023), opposition (depuis 2023) |

### Élections européennes
| Année | Voix   | %    | Rang | Sièges | Groupe |
| ----- | ------ | ---- | ---- | ------ | ------ |
| 2014  | 63 229 | 14,3 | 2e   | 1 / 8  | CRE    |
| 2019  | 77 591 | 16,4 | 3e   | 2 / 8  | CRE    |